# Elophos operaria
Elophos operaria är en fjärilsart som beskrevs av Jacob Hübner 1800-1808. Elophos operaria ingår i släktet Elophos och familjen mätare. Inga underarter finns listade i Catalogue of Life.